# Pelosia albicostata
Pelosia albicostata là một loài bướm đêm thuộc phân họ Arctiinae, họ Erebidae.